# Vitriol

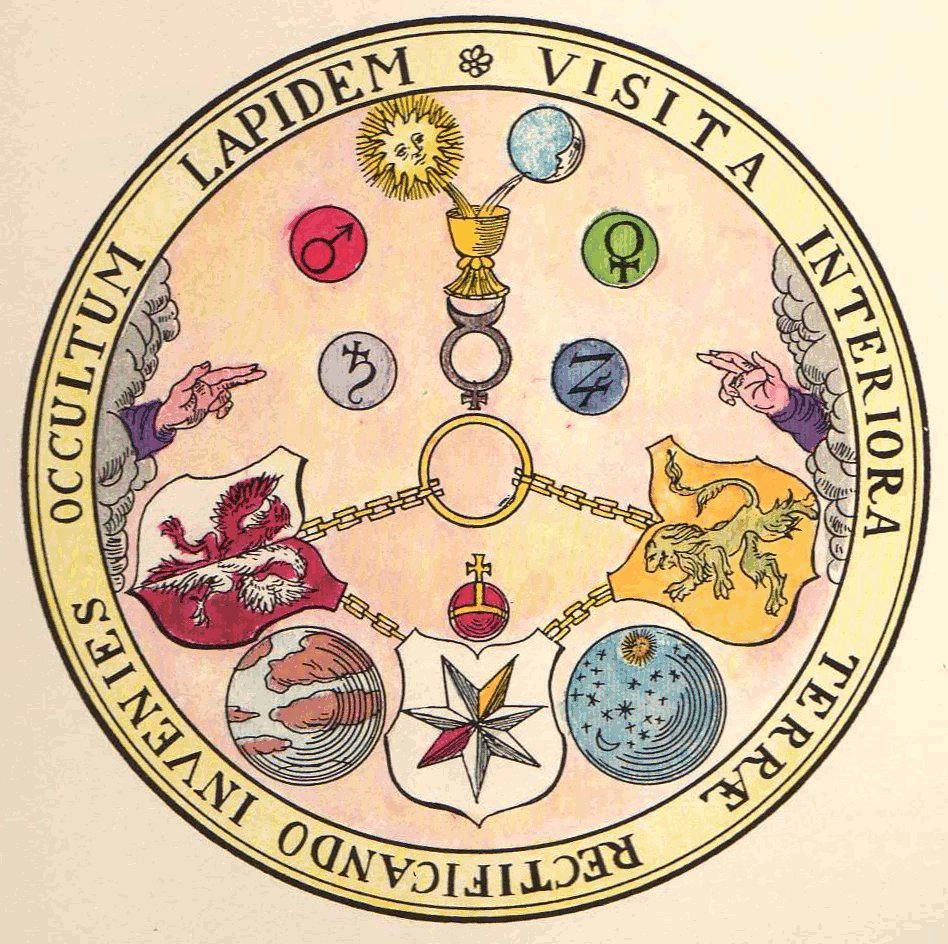
Diagrama circular de simbologia alquímica com sete planetas e a frase latina "VITRIOL" acompanhando a circunferência.

VITRIOL ou V.I.T.R.I.O.L. é a sigla da expressão, do latim "Visita Interiora Terrae, Rectificando, Invenies Occultum Lapidem", que quer dizer: Visita o Centro da Terra, Retificando-te, encontrarás a Pedra Oculta (ou Filosofal). Filosoficamente ela quer dizer: Visita o Teu Interior, Purificando-te, Encontrarás o Teu Eu Oculto, ou, "a essência da tua alma humana". É o símbolo universal da constante busca do homem para melhorar a si mesmo e a sociedade em geral. O termo é atribuído a um monge beneditino chamado Basile Valentin que viveu em meados do século XV, na Alemanha.
Para os místicos, este é o termo mais misterioso e secreto que se conhece, a verdadeira palavra-passe ou o "abre-te Sésamo" para o "Mundo Oculto dos Deuses" ou dos "Homens Semideuses".
No ritual da Iniciação Maçônica, Templária, Rosa-cruz ou outra do gênero (consignada pela Tradição Hermética das Idades), o neófito/aprendiz em dado momento se vê confrontado com essa expressão e frequentemente não tem a menor ideia do que se trata. Esta sigla está presente principalmente em Câmara de Reflexão, uma área utilizada na simbologia maçônica onde os maçons entram e refletem sua mortalidade material e consequente necessidade de elevação espiritual.
A Pedra Oculta ou Filosofal é uma expressão que vem da Idade Média e era usada pelos alquimistas. Eles acreditavam que ela era uma matéria com o poder de transformar todos os metais em ouro ou prata, era a panaceia universal, remédio para curar todas as doenças, e o elixir de longa vida que garantiria a longevidade do homem. Histórias da Pedra Filosofal são encontradas desde ano 300d.C.